# Luka Marić
Luka Marić (sinh ngày 25 tháng 4 năm 1987) là một cầu thủ bóng đá người Croatia thi đấu cho Dinamo București tại Liga I.

## Sự nghiệp câu lạc bộ
Sinh ra ở Pula, trong mùa giải đầu tiên cho Istra 1961, anh có 19 lần ra sân và ghi 1 bàn tại Prva HNL 2011-12. Giữa năm 2012 anh chuyển đến Rijeka. Vào tháng 11 năm 2014 anh chuyển đến Zawisza Bydgoszcz.

### Persepolis
Ngày 5 tháng 7 năm 2015 Marić ký hợp đồng 1 năm với câu lạc bộ Iran Persepolis. Maric thi đấu 20 trận ở mùa giải 2015–16 cho Persepolis và giúp đội bóng về đích thứ 2 tại Persian Gulf Pro League. Cuối mùa giải 2015–16, câu lạc bộ nỗ lực đàm phán thương lượng lại với Marić nhưng không đi đến được thỏa thuận và anh được giải phóng.

## Thống kê sự nghiệp
Tính đến 31 tháng 12 năm 2015.
| Câu lạc bộ          | Mùa giải            | Giải vô địch        | Giải vô địch | Giải vô địch | Cúp     | Cúp       | Châu lục | Châu lục  | Tổng cộng | Tổng cộng |
| Câu lạc bộ          | Mùa giải            | Hạng đấu            | Số trận      | Bàn thắng    | Số trận | Bàn thắng | Số trận  | Bàn thắng | Số trận   | Bàn thắng |
| ------------------- | ------------------- | ------------------- | ------------ | ------------ | ------- | --------- | -------- | --------- | --------- | --------- |
| Pomorac Kostrena    | 2009–10             | 2. HNL              | 24           | 0            | 4       | 0         | –        | –         | 28        | 0         |
| Pomorac Kostrena    | 2010–11             | 2. HNL              | 28           | 1            | 1       | 0         | –        | –         | 29        | 1         |
| Istra 1961          | 2011–12             | 1. HNL              | 19           | 1            | 2       | 0         | –        | –         | 21        | 1         |
| Rijeka              | 2012–13             | 1. HNL              | 20           | 1            | 1       | 0         | –        | –         | 21        | 1         |
| Rijeka              | 2013–14             | 1. HNL              | 19           | 0            | 4       | 0         | 9        | 0         | 32        | 0         |
| Croatia Tổng cộng   | Croatia Tổng cộng   | Croatia Tổng cộng   | 129          | 3            | 12      | 0         | 9        | 0         | 150       | 3         |
| Zawisza Bydgoszcz   | 2014–15             | Ekstraklasa         | 17           | 0            | 0       | 0         | 0        | 0         | 17        | 0         |
| Persepolis          | 2015–16             | Pro League          | 8            | 0            | 1       | 0         | –        | –         | 9         | 0         |
| Tổng cộng sự nghiệp | Tổng cộng sự nghiệp | Tổng cộng sự nghiệp | 153          | 3            | 13      | 0         | 9        | 0         | 175       | 3         |

1. ↑  Bao gồm Cúp bóng đá Croatia, Cúp bóng đá Ba Lan và Hazfi Cup
2. ↑  Bao gồm Europa League

## Danh hiệu

### Câu lạc bộ
HNK Rijeka
- 1. HNL Á quân: 2013–14
- Cúp bóng đá Croatia: 2013–14

Persepolis
- Iran Pro League Á quân: 2015–16

Dinamo București
- Cúp Liên đoàn bóng đá România: 2016–17